# Jonas (film 1957)
Jonas è un film drammatico del 1957 scritto, diretto e prodotto da Ottomar Domnick.
È stato proiettato in anteprima alla 7ª edizione del Festival di Berlino.

## Trama
È il ritratto di Jonas, dipendente di una tipografia che vive in una grande città afflitto da paure e sensi di colpa. Quando trova un cappello con le iniziali di un amico che ha lasciato nel campo di detenzione da cui è fuggito durante la guerra, i suoi sensi di colpa sfociano nella paranoia. Spinto da voci interiori Jonas vaga smarrito per la città che sembra metterlo in trappola, dove neanche la fidanzata Nanni può liberarlo dal conflitto tra il passato e il presente.

## Distribuzione
Dopo l'anteprima del giugno 1957 al Festival di Berlino, il film uscì nei Paesi Bassi il 23 gennaio 1959 e negli Stati Uniti il 29 aprile dello stesso anno. Più recentemente è stato proiettato al Festival di Locarno il 4 agosto 2016.

## Critica
Film sperimentale considerato un precursore del Nuovo cinema tedesco, alla sua uscita fu giudicato da alcuni come un "monolite" ingombrante e da altri come un obsoleto film d'avanguardia, tanto che nella sua recensione Rolf Becker lo definì "film retroguardista". Durante la Berlinale venne proiettato, con il consenso del regista, dopo un'introduzione chiarificatrice e una conferenza stampa speciale che avrebbero permesso a "un pubblico non iniziato di comprendere il simbolismo psicoanalitico del film".
Nella sua recensione su Filmkritik, Ulrich Gregor sostiene che Jonas «offre più argomenti di discussione rispetto a tutte le altre produzioni cinematografiche di quell'anno».

## Riconoscimenti
- 1957 - Deutscher Filmpreis
Film Award in Silver, miglior fotografia a Andor von Barsy
Migliore colonna sonora a Duke Ellington e Winfried Zillig
Nomination Film Award in Gold, miglior attore protagonista a Robert Graf
- 1957 - Jury der Evangelischen Filmarbeit
Miglior film dell'ottobre 1957
- 1957 - Preis der deutschen Filmkritik
Miglior Composizione
- 1958 - Bambi
Miglior film d'arte tedesco del 1957 (ex aequo con Ordine segreto del III Reich di Robert Siodmak)